# Grantchester Meadows
Grantchester Meadows ist das zweite Stück der A-Seite der LP 2 (Studio-Album) des Doppelalbums Ummagumma der britischen Rockband Pink Floyd aus dem Jahr 1969.
Das Werk entstammt der Feder des Bassisten der Band, Roger Waters. Da jedem Bandmitglied auf der Studioplatte (LP 2) je eine halbe LP-Seite Platz eingeräumt wurde, um diesen – unabhängig von den anderen Bandmitgliedern – mit eigenen Kompositionen zu füllen, trug Waters Grantchester Meadows und daneben Several Species of Small Furry Animals Gathered Together in a Cave and Grooving with a Pict bei.
Grantchester Meadows stand zudem zur Debatte, in das Ende 2001 erschienene Best-of-Album Echoes: The Best of Pink Floyd aufgenommen zu werden, was letztlich jedoch unterblieb.

## Musik und Konzeption
Grantchester Meadows ist eine lediglich mit einer Akustikgitarre begleitete Folkballade, deren Liedtext mit Animationen von Tierlauten untermalt wird, wie Gänsegeschnatter und -flug, Feldlerchengezwitscher oder dem Gebrumm einer Stubenfliege, die zum Ende des Stücks durch eine aus einer oberen Etage des Anwesens, die Treppe heruntereilende Person, im dritten Anlauf mit der Fliegenklatsche erledigt wird. Mittels tape loops wird das original aufgenommene Vogelgezwitscher im Hintergrund über den gesamten Song wiederholt. Gelegentlich, kaum hörbar, sind Kinderstimmen zu vernehmen. Nach der Hälfte des Stücks ertönen plötzlich die Rufe einer Gans, die im weiteren Verlauf des Stücks dann hörbar vom Wasser abhebt. Mittels dieses Songs lassen sich vorzüglich räumliche Schalleindrücke und Soundpannings nachvollziehen, denn diese Techniken erzeugen vorbildliche Raumdurchdringung und -tiefe. Häufig wurde das Stück daher zum Vorführen der Klangeigenschaften einer (neuen) Stereoanlage herangezogen. Exemplarisch wird dies mit Einblendung der Geräusche der genannten Gans, deren Rufe zunächst klar auf dem linken Kanal vernommen werden und deren anschließende Fluggeräusche sich vom linken deutlich in den rechten Kanal verschieben.
Der Text des Liedes beschreibt eine traumhafte, idyllische Szenerie am Fluss Cam, des bei Cambridge gelegenen Dorfes Grantchester, in dessen Nähe Bandmitglied David Gilmour während der Zeit der Entstehung der Engagements zu Ummagumma lebte. Roger Waters, der ebenfalls in Cambridge aufgewachsen war und häufig in den Meadows von Grantchester zum Angeln war, hatte, durch die Natur inspiriert, in den 1960er und frühen 1970er Jahren einen Hang zu pittoresker Balladengestaltung entwickelt. Mit Ron Geesin sollte er dies außerhalb von Pink Floyd im Soundtrack für den Pop-Art-Film The Body im Jahr 1970 erproben, um dies im selben Jahr mit Pink Floyd im countryesken Stück If auf dem Album Atom Heart Mother fortzusetzen.

## Live-Versionen
Grantchester Meadows war Bestandteil von Pink Floyd The Man and the Journey-Konzerte der Jahre 1969 und 1970; der Song wurde in Daybreak, Pt. I umtituliert, wo die Shows oft mit diesem Song eröffnet wurden. Gilmour spielte dabei eine zweite akustische Gitarre und sang die zweite Stimme, derweil Richard Wright mit zwei Solo-Parts an der Farfisa-Orgel aufwartete.

## Personelle Besetzung
- Roger Waters – Akustische Gitarre, Gesang, Tape-Effekte
- David Gilmour – zweite akustische Gitarre, zweite Gesangsstimme (nur bei Live-Auftritten)
- Richard Wright – Farfisa-Orgel (nur bei Live-Auftritten)